# Карасо (департамент)
Вижте пояснителната страница за други значения на Карасо.
Карасо (на испански: Carazo) е един от 15-те департамента на Никарагуа. Карасо е с население от 195 873 жители (по приблизителна оценка от юни 2019 г.) и обща площ от 1081 км². Департамент Карасо е разделен на 8 общини.